# 金象嵌両添刃鉄鉾

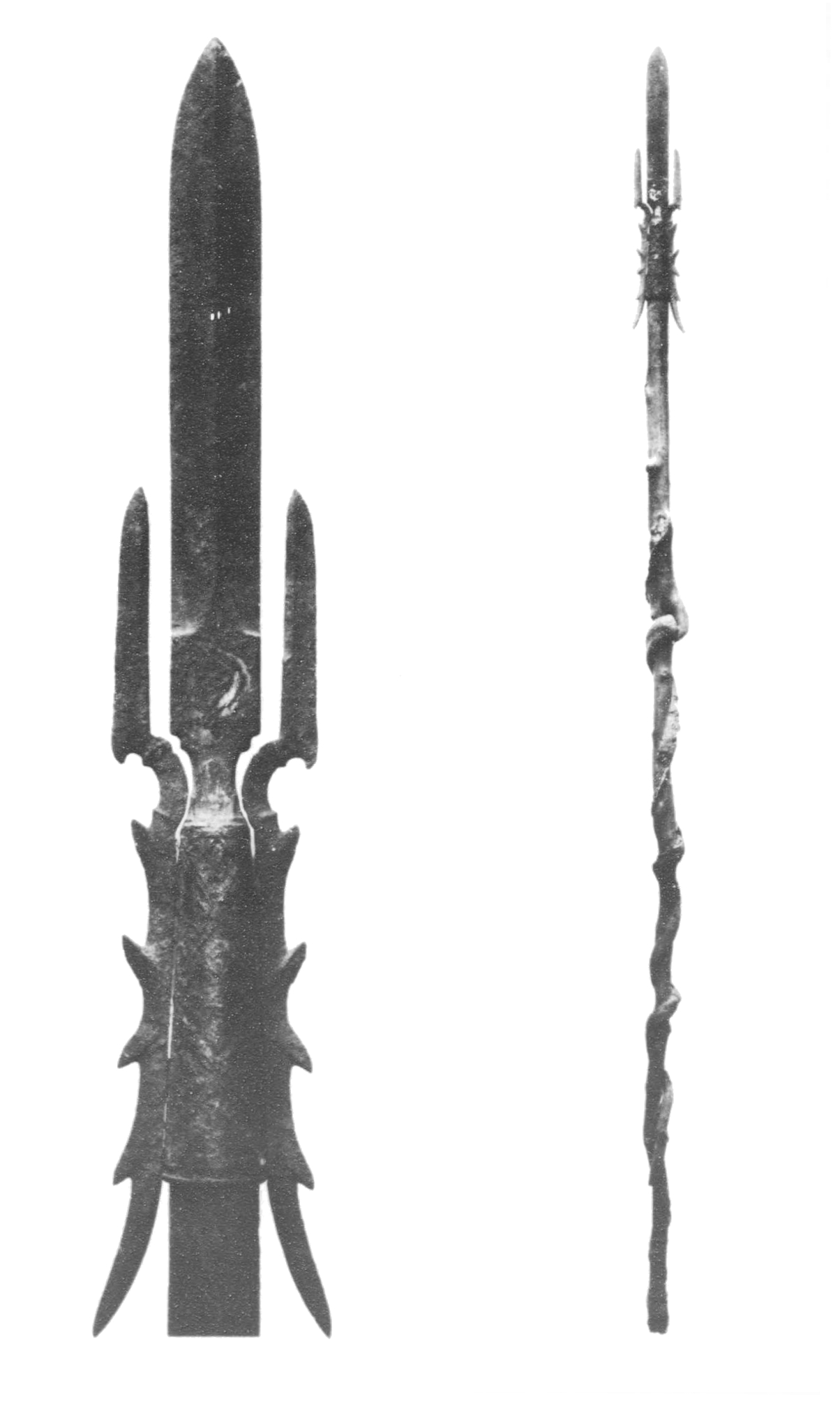
金象嵌両添刃鉄鉾（1923年以前に撮影された写真）右は全姿、左は部分図

金象嵌両添刃鉄鉾（きんぞうがんもろぞえばてつほこ）は、愛媛県今治市の宗教法人大山祇神社が所有する矛。5世紀の製作とされ、伝世品として、その健全な容姿は他に類を見ず、日本国の重要文化財に指定されている。。

## 特徴
矛長（切先から袋穂の元まで）49.5センチメートル、左右の逆刺長36.0センチメートル、身幅4.1センチメートル、逆刺の張は上刺の間が6.7センチメートル、下刺の間が9.4センチメートル、柄長293.0センチメートル。鉾身は鉄製で、中央に鎬を造り、区元（まちもと）の一部を除き肉をそぎ落とした断面菱形状となる形状をしている。穂の下には塩首、袋穂がつく。穂の左右に逆刺がつき、上下に大刺、中央に４つの小刺がつき、穂袋のところで接合する。塩首近くの穂元に雲文と側面に唐草文、穂袋に斜十字形と菱文の金象嵌がそれぞれ施されている。柄は藤の蔓が巻き付いた槻の自然木がそのまま使用されている。
大山祇神社は古来大山積御鉾大明神ともいわれ、また同社祭神である大山祇神の孫が御鉾大明神ともいわれているともされ、本矛がその御霊代として、御鉾神とも天逆鉾とも考えられていたとされる。古事記に記載される、ヤマトタケルが東征に際して景行天皇から下賜された「比々羅木之八尋鉾」も、本矛のような形状をした矛を示すものと考えられている。鉄矛は朝鮮半島南部から近畿付近までの地域で出土されているが、伝世品として上代の鉄矛が矛身・柄ともに健全な状態で現存することは、本矛以外に他に類を見ない。。
文化財保護委員会は、本矛が持つ文化財としての価値を鑑み、1966年（昭和41年）6月11日に文化財保護法第27条第1項の規定により重要文化財に指定した（指定書・台帳番号は工第2216号）。鉄矛単体としては唯一の指定である。

## 伝来

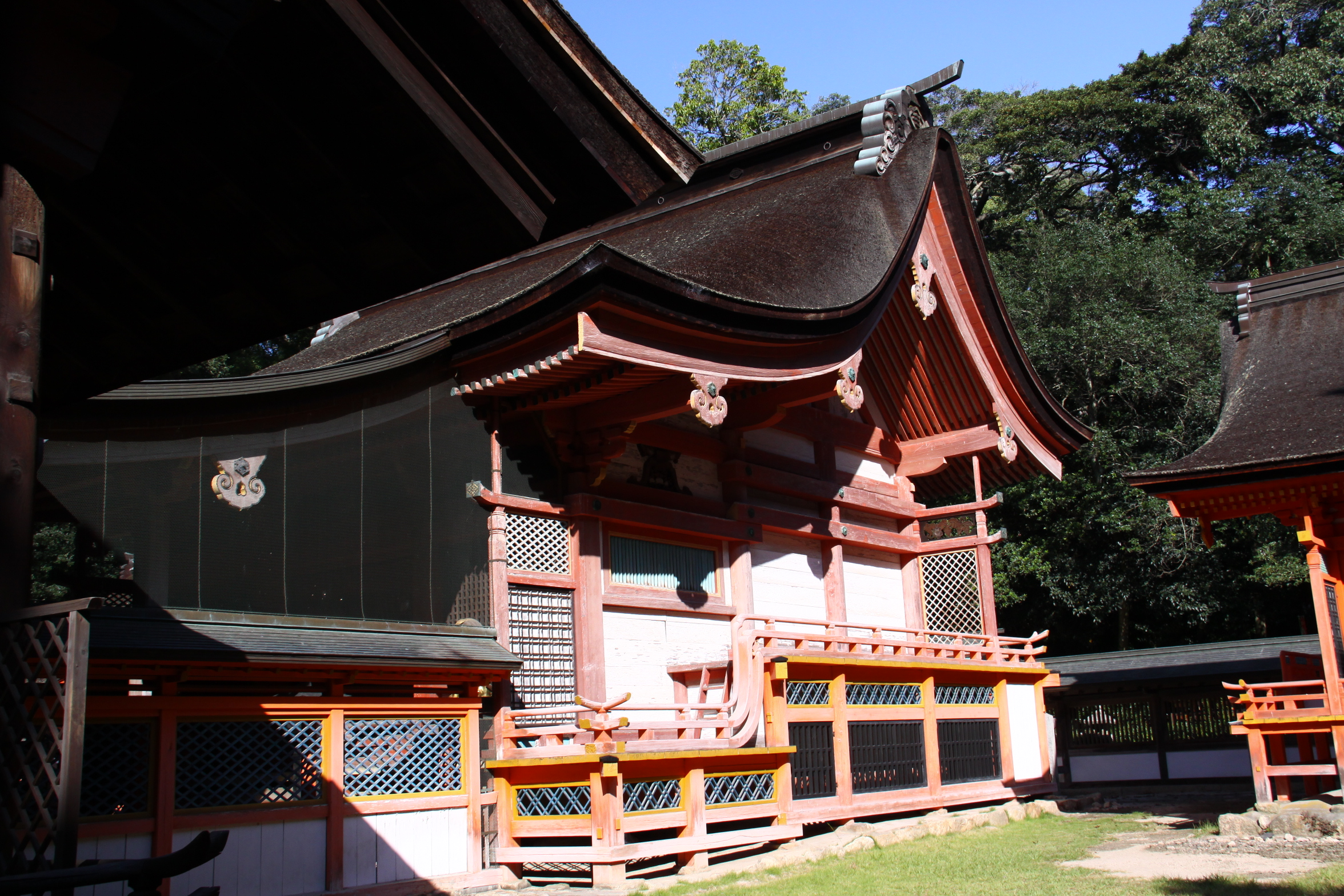
大山祇神社本殿（現・保管場所）

本矛は5世紀の製作とされるが、製作者・製作場所・製作時期の詳細は不明である。大山祇神社の社記では、神功皇后による三韓征伐の際に、祭司の越智大領興が本矛を先頭にして厳島まで出陣したとあり、上代の時期から同社が所有していたと伝わっていたことが見受けられる。現在、同社所有の文化財の多くは同社内の宝物館に保管・公開されているが、本鉾は他の文化財とは異なり中世以来同社本殿に神宝として安置されている。